# Herculano Nina Parga
Herculano Nina Parga (São Luís, 20 de junho de 1873 - São Luís, 26 de outubro de 1931) foi um político brasileiro. Foi governador do Maranhão entre 1º de março de 1914 e 20 de março de 1917.